# Ямпольський Абрам Ілліч
Абра́м Іллі́ч Ямпо́льський (*29 жовтня (11 жовтня) 1890, Катеринослав — †17 серпня 1956, Москва) — радянський скрипаль. Видатний педагог. Засновник однієї з найбільших радянських скрипкових шкіл. Заслужений діяч РРФСР (1937), доктор мистецтвознавства (1940).
З 1926 року був професором Московської консерваторії. Серед його учнів — Леонід Коган, Юліан Ситковецький, Ігор Безродний, Михайло Фіхтенгольц, Леонард Бруштейн, Олексій Горохов (в асистентурі).